# Dasineura helianthemiflorae
Dasineura helianthemiflorae är en tvåvingeart som beskrevs av Fedotova 1991. Dasineura helianthemiflorae ingår i släktet Dasineura och familjen gallmyggor.
Artens utbredningsområde är Kazakstan. Inga underarter finns listade i Catalogue of Life.